# Freescale Semiconductor
Freescale Semiconductor, Inc. è una società statunitense produttrice di semiconduttori. Venne creata dalla Motorola quando nel 2004 questa decise di separarsi dalla propria divisione di semiconduttori. Freescale si concentra nel mercato embedded e nel mercato dei dispositivi per le telecomunicazioni.
Freescale fa parte delle 20 più grandi società del pianeta nel settore dei semiconduttori.

## Storia
Motorola annunciò la creazione della società il 6 ottobre 2003. Freescale completò l'IPO il 16 luglio 2004 e attualmente è quotata al NYSE con il codice FSL. Freescale era la società che forniva a Apple Computer i processori PowerPC per i portatili PowerBook e per i computer Mac mini prima della transizione a Intel del 2006.
Nel 2006 la società ha presentato delle memorie progettate per sostituire o affiancare gli hard disk. Il chip chiamato magnetoresistive random-access memory (MRAM) memorizza le informazioni in formato magnetico invece che con la classica carica elettrica. Freescale ha iniziato la vendita commerciale di moduli da 4 Mbit il 10 luglio 2006 in piccoli volumi da 25 $ il pezzo. Venerdì 15 settembre 2006 è stata acquisita per 17.6 miliardi di dollari dal consorzio Blackstone Group. Il prezzo delle azioni dai 13 $ dell'IPO del 2004 ha raggiunto 39.35 $ nelle contrattazioni dello stesso giorno. L'accordo prevedeva che la società avrebbe potuto cercare per altri 50 giorni un nuovo compratore, ma la rescissione del contratto sarebbe costata alla Freescale il pagamento di una penale al Blackstone Group.
Il 7 dicembre 2015, NXP Semiconductors ha completato l'acquisizione di Freescale per circa 11,8 miliardi di dollari, tra valuta e stock. Includendo la assunzione dei debiti di Freescale, il prezzo d'acquisto ammonta a circa 16,7 miliardi di dollari.